# هگزان (تجهیزات سنگنوردی)

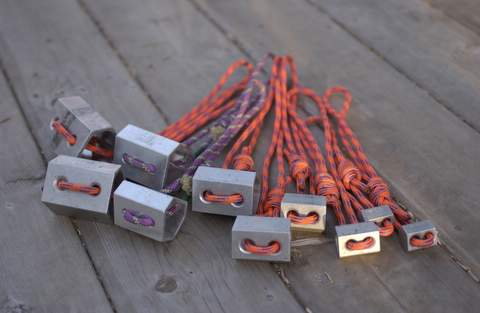
هگزان‌های بلک دیاموند

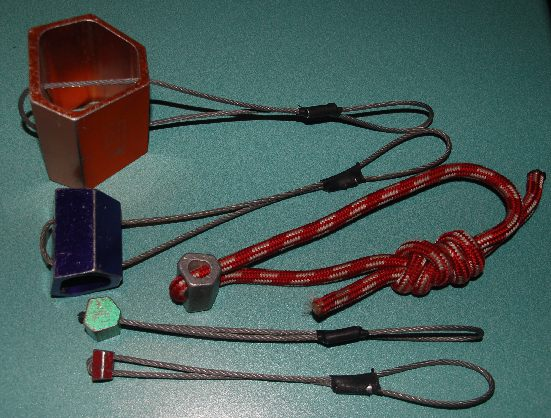
چند مدل متفاوت از هکزان

هگزان یکی از ابزارهای میانی حمایت از صعودکننده در سنگنوردی است که برای حفظ جان و جلوگیری از آسیب ناشی از سقوط استفاده می‌شود. این ابزار طراحی شده‌است تا در حفره و شکاف صخره‌ها قرار بگیرد و برای قرارگیری نیازی به کوبش چکش نیست. هگزان به عنوان جایگزینی برای میخ‌ها توسعه داده شده‌است که با چکش در شکاف‌ها قرار می‌گیرند و به صخره‌ها آسیب می‌زنند. معمولاً برای اتصال هگزان به طناب از یک کارابین استفاده می‌شود.
هگزان‌ها یکی از انواع نات‌ها هستند به شکل شش ضلعی تو خالی که در انتها یک حلقهٔ بسته از جنس طناب یا سیم دارد. این ابزار توسط چند شرکت و در طیف وسیعی از اندازه‌ها طولید می‌شود. از ۱۰ تا ۱۰۰ میلی‌متر (۰٫۴–۴ اینچ) می‌تواند عرض داشته باشد. سنگنورد معمولاً بر اساس شکل شکاف‌ها و حفره‌های صخره و دیواره تعداد و سایزهای مناسبی از این ابزار را در هنگام صعود با خود حمل می‌کند. گوشه‌های هگزان ممکن است صاف یا خمیده باشند هرچند که در این موضوع در نحوه کاربرد ابزار تفاوتی ایجاد نمی‌کند بلکه تیز نبودن گوشه‌ها باعث می‌شود که هنگام جمع‌آوری (بیرون کشیدن ابزار از شکاف صخره) آسان‌تر بتوان هگزان را بیرون کشید.
هگزان را می‌توان به صورت فعال و غیرفعال به خدمت گرفت. هنگامی که این ابزار به صورت غیرفعال مورد استفاده قرار گیرد مانند بقیهٔ ابزارها و نات‌هاست فقط مقداری بزرگتر و با شکلی متفاوت. استفادهٔ پویا در شرایطی شکل می‌گیرد که ابزار تحت کشش باشد و این عمل باعث می‌شود با فشاری که هگزان به دیوارهٔ شکاف می‌آورد در جای خود محکم‌تر قرار بگیرد و ماننده ترایکم رفتار کند. این ابزار به دلیل وزن کم و نداشتن قطعه متحرک (مکانیکی) در صعودهای آلپی مورد توجه قرار دارد.
این ابزار اولین بار توسط یوان شوینار و تام فراست اختراع شد و در ابتدا هگزنتریک نام گرفت. شکل چند محورهٔ هگزان توسط صعودکنندهٔ سوئدی/نروژی، توماس کارلستروم در سال ۱۹۷۳ ابداع و به شوینار ارائه شد. آن‌ها در سال ۱۹۷۴ برای ثبت این اختراع در آمریکا اقدام کردند که در ۶ آوریل ۱۹۷۶ سرانجام به ثبت رسید. این محصول به صورت محدود تا سال ۱۹۸۹ توسط شوینار تولید شد و پس از آن به شرکت بلک دیاموند واگذار شد. هگزان تا کنون با همان طراحی تولید می‌شود و مورد استفاده قرار می‌گیرد.